# Комаровка (Лопатинский район)
Комаровка — деревня в Лопатинском районе Пензенской области России. Входит в состав Чардымского сельсовета.

## География
Деревня находится в юго-восточной части Пензенской области, в пределах Приволжской возвышенности, в лесостепной зоне, к западу от автодороги 58К-66, на расстоянии примерно 11 километров (по прямой) к северу от села Лопатина, административного центра района. Абсолютная высота — 246 метров над уровнем моря.

### Климат
Климат характеризуется как умеренно континентальный, с тёплым летом и умеренно холодной зимой. Средняя температура воздуха самого холодного месяца (января) составляет −13,2 °C; самого тёплого месяца (июля) — 20 °C. Продолжительность периодов с температурой выше 0 °C — 208 дней, выше 5 °C — 170 дней, выше 10 °C — 136 дней. Годовое количество атмосферных осадков — 420—470 мм, из которых большая часть выпадает в тёплый период. Снежный покров держится в течение 131 дня.

### Часовой пояс
Деревня Комаровка, как и вся Пензенская область, находится в часовой зоне МСК (московское время). Смещение применяемого времени относительно UTC составляет +3:00.

## Население
| 1859 | 1884 | 1900 | 1911 | 1914 | 1926 | 1939 |
| ---- | ---- | ---- | ---- | ---- | ---- | ---- |
| 377  | ↗401 | ↗508 | ↘481 | ↗495 | ↗535 | ↘345 |
| 1959 | 1979 | 1989 | 1996 | 2002 | 2010 |      |
| ↘256 | ↘173 | ↘106 | ↘87  | ↘64  | ↘54  |      |

### Национальный состав
Согласно результатам переписи 2002 года, в национальной структуре населения русские составляли 100 % из 64 чел.